# Sindia (Olaszország)
Sindia település Olaszországban, Szardínia régióban, Nuoro megyében. Lakosainak száma 1583 fő (2023. január 1.). Sindia Macomer, Pozzomaggiore, Sagama, Scano di Montiferro, Semestene és Suni községekkel határos.

## Népesség
A település lakossága az elmúlt években az alábbi módon változott:
| Lakosok száma | 1718 | 1701 | 1583 |
|               | 2017 | 2018 | 2023 |